# Desierto de la Candelaria
El desierto de la Candelaria es un semidesierto ubicado al occidente del departamento de Boyacá, en Colombia. Se encuentra a 7 km al nororiente del municipio de Ráquira y 32 km al suroeste de Villa de Leyva. El territorio se encuentra en una hondonada cruzada por un pequeño río del mismo nombre, que desciende de los 2.600 metros a los 2.000 sobre el nivel del mar.

## Origen del nombre
Llamado también el desierto de Almas, deriva su nombre del hecho de hallarse apartado de los centros poblados, óptimo para el recogimiento espiritual. Sus tierras, además de este hecho metafórico, se encuentran altamente desertificadas y son del tipo badlands o baldías.

## Historia
En sus tierras se encuentra enclavado el Monasterio de la Candelaria, construido en 1604 (siglo XVII) por frailes de la Orden de Agustinos Recoletos. Una detallada descripción del valle y del monasterio, realizada a fines del siglo XIX, se encuentra en el texto "El desierto de la Candelaria", del geógrafo Felipe Pérez, publicado en el tercer tomo del libro Museo de cuadros de costumbres, disponible para consulta en la Biblioteca Virtual del Banco de la República.
Según José Manuel Groot, en sus Cuadros y relaciones, para llegar al Desierto, desde Ráquira, se debe llegar a una loma alta, "limpia y pedregosa, veteada de diversos colores, de tierras finísimas, de que hacen loza, y dan colores muy buenos para la pintura al óleo. En unas partes las vetas son moradas, en otras amarillas, en otras rojas y en otras blancas; lo que produce a lo lejos un efecto maravilloso en el paisaje".

## Monasterio de la Candelaria

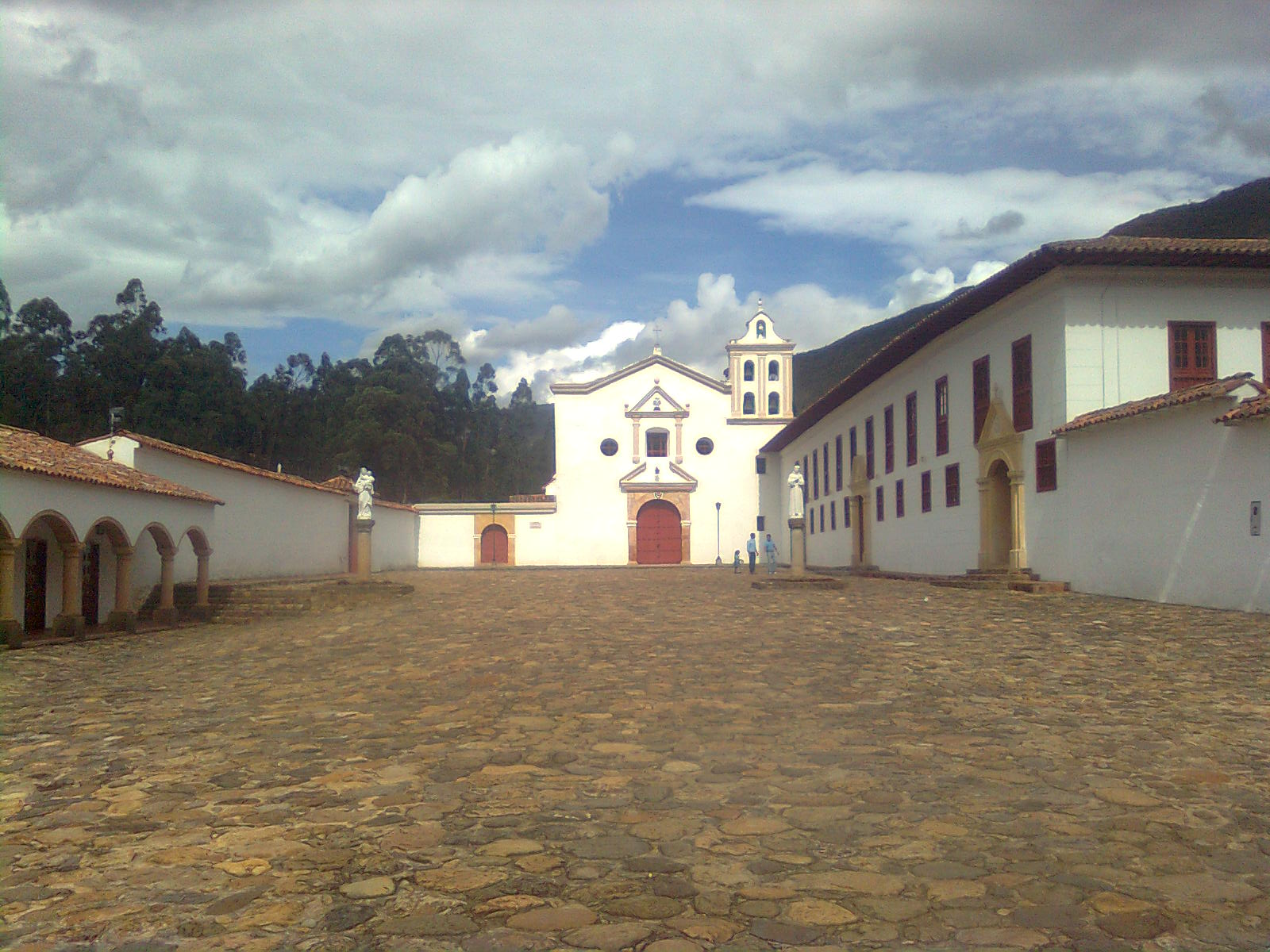
Monasterio de la Candelaria.

El monasterio fue el primero que los monjes Agustinos Recoletos fundaron en América, por iniciativa de fray Mateo Delgado, en 1604. En sus inicios reunió a varios habitantes que vivían dispersos en las cuevas de los alrededores.
En la actualidad está destinado al noviciado de los religiosos agustinos recoletos y a retiros espirituales, aunque brinda servicio de hospedaje a los turistas, en la parte externa llamada Posada San Agustín. 
El convento conserva en su interior una importante colección de arte colonial, jardines y corredores con arcos de medio punto sostenidos por columnas en piedra.
En el primer piso se aprecia un pequeño museo de antigüedades y lienzos al óleo y en su iglesia se puede apreciar una rica galería de retratos y cuadros realizados por diferentes pintores y artistas de la época colonial, destacándose seis cuadros del pintor Gregorio Vásquez de Arce y Ceballos.

## Clima

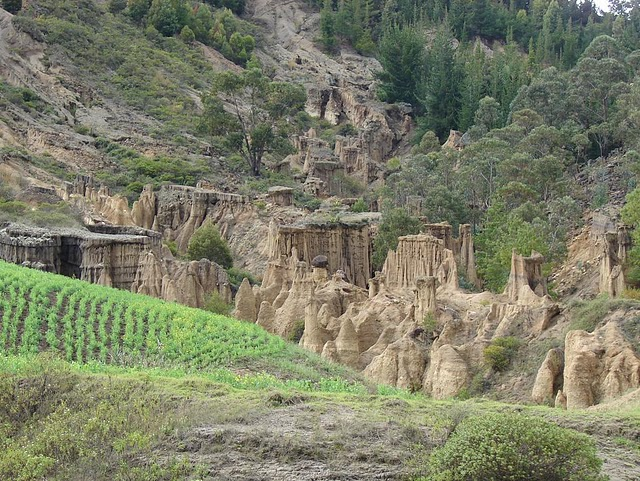
Badlands en el desierto de La Candelaria

El clima es perteneciente al piso térmico frío, con una espesa neblina que, al amanecer, cubre sus praderas, badlands y cauces de agua.esta 40 grados centígrados

## Economía
El principal factor de ingreso económico del desierto de la Candelaria es el turismo generado por el Monasterio de la Candelaria, así como algunos productos artesanales hechos por los habitantes locales, que se caracterizan por sus trabajos de alfarería, algunos tejidos y cultivos tradicionales. Otra fuente de ingreso está representada por los cultivos de tomates, maíz y frutales (duraznos, ciruelas, manzanas y peras), así como productos de alfarería.
Es también famoso por los llamados pozos azules, surgencias de agua mineralizada de gran belleza paisajística.